# Bleptina sangamonia
Bleptina sangamonia là một loài bướm đêm thuộc họ Noctuidae. Nó được tìm thấy ở Illinois và Maryland, phía nam đến at lĐông South Carolina, but it is not present ở Pennsylvania, New Jersey và Delaware.